# Naufragio al largo di Vesta
Naufragio al largo di Vesta (Marooned off Vesta) è un racconto di fantascienza di Isaac Asimov pubblicato nel 1939. È stato il terzo racconto scritto da Asimov e il primo ad essere pubblicato..  
Accolto freddamente dalla critica di quegli anni, il racconto è diventato nei decenni una pietra miliare della fantascienza classica.
Il racconto contiene una descrizione ricca di dettagli della fisica e dell'esperienza inerenti all'essere nel vuoto spaziale, un tema che spesso riemerge nelle opere successive dell'autore.

## Storia editoriale
Lo scrittore lo compose nel luglio del 1938, a diciott'anni. Il racconto fu rifiutato dalla rivista Astounding Science Fiction in agosto e successivamente accettato da Amazing Stories l'ottobre dello stesso anno, per essere pubblicato nel numero di marzo dell'anno successivo.
Asimov stesso lo incluse nelle sue antologie Misteri. I racconti gialli di Isaac Asimov (Asimov's Mysteries) del 1968 e Il meglio di Asimov (The Best of Isaac Asimov) del 1973.

## Trama
Tre uomini sopravvivono allo schianto dell'astronave Silver Queen nella Cintura degli Asteroidi. 
I tre si ritrovano intrappolati all'interno di uno dei pochi compartimenti ancora integri del relitto, il quale è alla deriva in moto orbitale attorno all'asteroide 4 Vesta, uno dei maggiori della Fascia principale. 
Hanno accesso a tre stanze stagne, una tuta spaziale, una scorta d'aria per tre giorni, cibo per una settimana e acqua per un anno. In più è presente una bottiglia di un forte distillato, chiamato "Acqua di Jabra marziana".
Da un'iniziale rassegnazione e risoluzione all'ubriacatura in attesa dell'inevitabile fine, i tre passano all'azione. Con coraggio, ingenuità e ingegno tipicamente asimoviani i naufraghi riescono ad impiegare le poche e apparentemente obsolete risorse a loro disposizione per salvarsi.

## Seguito
Nel 1958, per commemorare il 20º anniversario della pubblicazione di Naufragio al largo di Vesta, Asimov scrisse  un seguito dal titolo Anniversario, ambientato a vent'anni dall'originale. I due racconti apparvero assieme nel numero di marzo 1959 di Amazing Stories.